# Олег Прокофиев
Олѐг Сергѐевич Проко̀фиев (на руски: Олег Сергеевич Прокофьев) е руски скулптор, художник, изкуствовед и поет, работил дълго време във Великобритания.

## Биография
Роден е на 14 декември 1928 година в Париж в семейството на руския композитор Сергей Прокофиев, което през 1936 година се установява в Москва. Завършва Московския държавен педагогически институт, след което работи в Института по теория и история на изобразителното изкуство, главно в областта на азиатското изкуство. През 1971 година емигрира във Великобритания.
Олег Прокофиев умира на 20 август 1998 година на остров Гърнзи.